# Wojenny sbornik
Wojenny sbornik (russisch Военный сборник, wiss. Transliteration Voennyj sbornik; etwa: Sammlung militärischer Aufsätze und andere Übersetzungen) ist eine auf D. A. Miljutins Initiative erschienene militärische monatliche Zeitschrift in russischer Sprache, die seit 1858 erschien. Es war das offizielle Organ des Kriegsministeriums des Russischen Kaiserreiches. Die Militärzeitschrift wurde von 1858 bis 1917 veröffentlicht.
Der Zeitschrift Wojenny sbornik fiel nach ihrer Gründung „eine führende Rolle bei der Vorbereitung, Durchführung und Vermittlung der Militärreformen [zu]“, sie ging im „Pflichtabonnement an alle  Armeeteile“.